# Corynoptera luravi
Corynoptera luravi là một ruồi trong họ Sciaridae, thuộc chi Corynoptera. Loài này được Johannsen miêu tả khoa học đầu tiên năm 1929.